# Albrecht Kottmann
Albrecht Friedrich Kottmann (* 24. Januar 1929 in Calw; † 25. März 2014) war ein deutscher Ingenieur, Lehrbeauftragter und Honorarprofessor. Er war Inhaber mehrerer Patente und Autor zahlreicher Veröffentlichungen, insbesondere auf dem Gebiet der Gas- und Wasserversorgung, des Rohrleitungsbaus sowie der Archäologie und der Architektur.

## Leben
Albrecht Kottmann wurde als Sohn des Bahnoberinspektors Alois Kottmann und seiner Ehefrau Julie geb. Nonnenmacher am 24. Januar 1929 in Calw geboren. Von 1936 bis 1940 besuchte er die Volksschule in Calw. Anschließend wechselte er auf die Höhere Schule, zunächst in Stuttgart und ab 1943 in Calw, wo er an der Oberschule für Jungen 1949 das Abitur ablegte. Von 1950 bis 1955 studierte Albrecht Kottmann Bauingenieurwesen an der Universität Stuttgart und schloss das Studium als Diplomingenieur ab. Anschließend war er für drei Jahre beim Tiefbauamt der Stadt Stuttgart als Baureferendar tätig und legte 1958 die Zweite Staatsprüfung ab.
Von 1958 bis 1992 arbeitete Albrecht Kottmann bei den Technischen Werken der Stadt Stuttgart (TWS), zunächst als Bauleiter bei verschiedenen Großleitungsbauten. 1961 wurde er Leiter der Rohrnetzplanung und 1965 Leiter der Hauptabteilung für die Gas-, Wasser- und Fernwärmeverteilung. 1978 promovierte er an der Universität Stuttgart mit dem Thema Über die Ursachen von Rohrbrüchen in Versorgungsleitungen – Auswertungen und Langzeitbeobachtungen in einem großstädtischen Rohrnetz zum Doktoringenieur.
Albrecht Kottmann erwarb sich besondere Verdienste bei der Erweiterung der Erdgas-Versorgungsnetze der TWS weit über die Stadtgrenzen Stuttgarts hinaus. Das sogenannte TWS-Fernversorgungsgebiet umfasste die Landkreise Böblingen, Ludwigsburg, den Rems-Murr-Kreis sowie Teile der Landkreise Calw, Esslingen und Freudenstadt. Dabei setzte er sich intensiv für die Einführung von Kunststoffrohrleitungen aus Polyethylen ein und war an dem Nachweis ihrer werkstofftechnischen und betrieblichen Eignung wesentlich beteiligt.
Zudem war Albrecht Kottmann Obmann des DVGW-Fachausschusses Rohre und Rohrverbindungen und Mitglied verschiedener anderer DVGW- und DIN-Normenausschüsse. Als Anerkennung für seine tatkräftige und erfolgreiche Arbeit zur Förderung des Gas- und Wasserfaches wurde ihm 1970 der DVGW-Ehrenring verliehen.
An der Fachhochschule für Technik Esslingen vertrat Albrecht Kottmann im Fachbereich Versorgungstechnik die Lehrgebiete Wasserversorgung und Rohrleitungsbau; daneben brachte er seine Kenntnisse in den Bereich der Gastechnik ein. Für seine Verdienste wurde ihm 1988 die Würde eines Honorarprofessors zuerkannt.
Albrecht Kottmann hatte vielseitige Interessen und führte auch zahlreiche baukundliche Untersuchungen an bedeutenden archäologischen Stätten und historischen Gebäuden durch. Deren Ergebnisse veröffentlichte er in vielzähligen Fachaufsätzen und in einer Reihe von Fachbüchern. Albrecht Kottmann war verheiratet und hatte einen Sohn. Seine Ehefrau Gudrun geb. Bohnenberger wirkte bei mehreren Veröffentlichungen als Co-Autorin mit.

## Patentanmeldungen (Auswahl)
- Patent  DE1675324B1: Verfahren zur Bestimmung der Widerstandsbeiwerte von Rohrleitungs-Versorgungsnetzen für flüssige oder gasförmige Medien. Angemeldet am 22. Januar 1968, veröffentlicht am 14. Mai 1970, Anmelder: Albrecht Kottmann, Erfinder: Albrecht Kottmann.‌
- Patent  DE2223903A1: Rohranbohrschelle. Angemeldet am 17. Mai 1972, veröffentlicht am 6. Dezember 1973, Anmelder: Rheinisches Metallwerk GmbH, Erfinder: Albrecht Kottmann.‌
- Patent  DE4413062A1: Straßeneinlauf. Angemeldet am 15. April 1994, veröffentlicht am 14. Dezember 1995, Anmelder: Ludwig Frischhut GmbH, Erfinder: Hans Eiglsperger, Albrecht Kottmann.‌

## Veröffentlichungen (Auswahl)

### Gas- und Wasserversorgung sowie Rohrleitungsbau
- Die technischen Eigenschaften der wichtigsten Werkstoffe zur Herstellung von erdverlegten Druckrohrleitungen. gwf – Wasser/Abwasser 105 (1964), H. 6, S. 134–140.
- mit K. Dutschka: Zur Genauigkeit von Druckmessungen für eine Rohrnetzberechnung auf elektronischen Datenverarbeitungsanlagen. gwf – Gas/Erdgas 111 (1970), H. 5, S. 250–255.
- mit P. Hofer: Überlegungen zur Definition der Rohrwandrauhigkeit. gwf – Gas/Erdgas 111 (1970), H. 3, S. 113–122 und 112 (1971), H. 11, S. 534–539.
- Planung, Bau und Betrieb von Wasserrohrnetzen. FGR-Informationen für das Gas- und Wasserfach (1975). Heft 10, S. 4–12.
- mit C. Schmitt: Unerklärliche Rohrbrüche – Mögliche Zusammenhänge zwischen Luftblasen, Fließgeschwindigkeit und Rohrbrüchen in Wasserrohrleitungen. In: 3R international 19 (1980), Heft 1/2.
- mit W. Lotz: Fortpflanzungsgeschwindigkeit von Druckwellen in langen Kunststoffrohrleitungen. gwf – Wasser/Abwasser, 124 (1983), H. 4, S. 167–171.
- Rückflussverhinderer zur Begrenzung von Druckstößen. gwf – Wasser/Abwasser, 128 (1987), H. 7, S. 388–395.
- Wasserwalzen in Rohrleitungen als Ursache für Berstbrüche. In: 3R International 29 (1990), Heft 1/2.
- mit Norbert Klein: Graphitierung – die unmerkliche Korrosion. Schriftenreihe der Frontinus-Gesellschaft. Bergisch Gladbach 1990. H. 14, S. 227–232.
- mit Gerhard Kopf: Lochkorrosion im Rohrscheitel – eine beinahe vergessenes Schadensbild. Schriftenreihe der Frontinus-Gesellschaft. Bergisch Gladbach 1991. H. 15, S. 29–34.
- Druckstoßermittlung in der Wasserversorgung. Vulkan Verlag, Essen 1992, ISBN 978-3-8027-5500-2.
- Rohre und Rohrwerkstoffe in der Gas- und Wasserversorgung. Vulkan-Verlag, Essen 1997, ISBN 978-3-8027-5706-8.
- Planung und Bau von Wasserrohrleitungen und Wasserrohrnetzen. Vulkan-Verlag, Essen 2000, ISBN 978-3-8027-5510-1.

### Archäologie, Architektur und baukundliche Untersuchungen
- mit Helmut Schloss: Das Aureliuskloster. Hirsau im Schwarzwald. Verlag Schnell und Steiner, München/Zürich, 1959 (Kleine Kunstführer Nr. 706).
- Calw im Schwarzwald. Verlag Schnell und Steiner, München/Zürich 1961 (Kleine Kunstführer Nr. 737).
- Maßverhältnisse in Bauten der Hirsauer. Verlag Schnell und Steiner, München/Zürich 1967 (Kunstführer Nr. 864).
- Das Geheimnis romanischer Bauten. Maßverhältnisse in vorromanischen und romanischen Bauwerken. Hoffmann-Verlag, Stuttgart 1971, ISBN 3-87346-042-4.
- Bogen und Gewölbe. Verlag Schnell und Steiner, München/Zürich 1974 (Kunstführer Nr. 1008).
- Bauen im Mittelalter. Verlag Schnell und Steiner, München/Zürich 1976 (Kunstführer Nr. 1077).
- mit Gudrun Kottmann: Ehem. Zisterzienserinnenkloster Gnadental. Verlag Schnell und Steiner, München/Zürich 1978 (Kleine Kunstführer Nr. 1154).
- mit Gudrun Kottmann: Rothenburg ob der Tauber. Das Topplerschlößchen. Verlag Schnell und Steiner, München/Zürich 1979 (Kleine Kunstführer Nr. 1170).
- mit Gudrun Kottmann: Evangelische Kirchen in Lauffen am Neckar. Regiswindiskirche, Regiswindiskapelle, Martinskirche. Verlag Schnell und Steiner, München/Zürich 1980 (Kunstführer. Nr. 783).
- Fünftausend Jahre messen und bauen. Planungsverfahren und Maßeinheiten von der Vorzeit bis zum Ende des Barock. Hoffmann-Verlag, Stuttgart 1981. ISBN 978-3-87346-065-2.
- mit Rudolf Wagner: Hirsau St Aurelius. Einst und jetzt. 11. Auflage. Verlag Schnell und Steiner, München/Zürich 1981 (Kleine Kunstführer Nr. 705).
- Luft in Wasserleitungen – Technisches Wissen aus römischer Zeit. Schriftenreihe der Frontinus-Gesellschaft. Bergisch Gladbach 1984, H. 07, S. 82–85.
- Uralte Verbindungen zwischen Mittelmeer und Amerika. Gleiche Maßeinheiten beidseits des Atlantik. Hoffmann-Verlag, Stuttgart 1988, ISBN 3-87346-087-4.
- Die Kultur vor der Sintflut. Das gleiche Zahlendenken in Ägypten, Amerika, Asien und Polynesien. Verlag Aktuelle Texte, Heiligkreuztal 1993, ISBN 978-3-921312-50-6.
- mit Edmund Deswald: Die Stadien des Eratosthenes. Schriftenreihe der Frontinus-Gesellschaft. Bergisch Gladbach 1997, H. 22, S. 171–179.
- Das Differenzverfahren, ein sicherer Weg zur Bestimmung von Längen- und Gewichtseinheiten. In: Ordo et mensura, Bd. 7 (2002), S. 41–53.
- Vom Geheimnis der alten Meister. Symbolzahlen, Maßeinheiten und Bemessungsverfahren von der Vorzeit bis zur Einführung des metrischen Systems. Kunstverlag Josef Fink, Lindenberg im Allgäu 2003, ISBN 3-89870-020-8.
- mit Andreas Lechtape: Ehem. Zisterzienserkloster Bad Herrenalb. Verlag Schnell und Steiner, Regensburg 2009, ISBN 978-3-7954-4574-4 (Kleine Kunstführer Nr. 844).